# Parasemia elegans
Parasemia elegans är en fjärilsart som beskrevs av Rätz 1890. Parasemia elegans ingår i släktet Parasemia och familjen björnspinnare. Inga underarter finns listade i Catalogue of Life.